# Beside Yourself
Beside Yourself è il diciassettesimo album in studio (il terzo di outtakes) del gruppo musicale australiano The Church, pubblicato nel 2004.

## Tracce
1. Jazz – 4:57
2. Hitspacebar – 3:03
3. Crash/Ride – 5:29
4. Moodertronic – 4:17
5. Tel Aviv – 3:03
6. Nervous Breakthrough – 4:17
7. The Illusion Mysteries – 4:40
8. Cantilever – 9:43
9. Serpent Easy – 14:46

## Formazione
- Steve Kilbey – voce, basso, tastiera, chitarra
- Peter Koppes – chitarra, tastiera, basso, cori
- Tim Powles – batteria, percussioni, cori
- Marty Willson-Piper – chitarra, basso, cori